# Аполлонова бухта
Аполлонова бухта — одна из крохотных бухт на южном берегу Севастопольской бухты.
Своим названием, как и Аполлонова балка, в устье которой расположена, обязана полковнику Аполлону Гальбергу, который командовал в конце XVIII века складами боеприпасов и артиллерийской батареей № 5, что находились именно на этом месте. Ещё здесь были построены продовольственный склад сухопутного ведомства и часовой дом.
В бухте есть последний в Севастополе деревянный причал для лодок и маленький пляж.